# Pobocz
Pobocz (ukr. Побіч) – wieś w obwodzie lwowskim, w rejonie złoczowskim na Ukrainie. Do scalenia w 1934 r., w II Rzeczypospolitej miejscowość była siedzibą gminy wiejskiej w powiecie złoczowskim województwa tarnopolskiego.  
Do wsi należał przysiółek Dzwoniec, zamieszkały przez samych Polaków. W kwietniu 1945 nacjonaliści ukraińscy z OUN-UPA zamordowali w nim 42 Polaków.

## Położenie
Na podstawie Słownika geograficznego Królestwa Polskiego i innych krajów słowiańskich Pobocz to wieś w powiecie złoczowskim, położona 13 km na południowy wschód od sądu powiatowego w Olesku i 13 km na północny wschód od sądu powiatowego, stacji kolejowej i urzędu poczty i telegrafu w Złoczowie.